# Principauté de Pelalawan
 (juillet 2025).
Si vous disposez d'ouvrages ou d'articles de référence ou si vous connaissez des sites web de qualité traitant du thème abordé ici, merci de compléter l'article en donnant les références utiles à sa vérifiabilité et en les liant à la section « Notes et références ».
1725
La principauté de Pelalawan est un ancien État princier d'Indonésie de l'actuelle province de Riau, dans l'île de Sumatra. Aujourd'hui, Pelalawan est un kabupaten (département) de la province.

L'actuel kabupaten de Pelalawan dans la province de Riau.

## Histoire
Pelalawan était l'héritière de différents royaumes successifs.

### Le royaume de Pekantua (1380-1505)
Selon la tradition, le centre de ce royaume était l'actuel village de Tolam. Le premier souverain de Pekantua, Maharaja Indera (1380-1420), construisit le temple de Hyang sur la colline de Bukit Tuo ("la vieille colline"). Son économie était fondée sur la collecte et l'exportation de produits de la forêts. Sa prospérité attire la convoitise de Malacca dont le souverain, le sultan Mansyur Syah (règne 1459-1477), occupe le royaume, ce qui lui permet de contrôler la côte orientale de Sumatra.
Maharaja Jaya sera le dernier souverain de Pekantua avant l'arrivée de l'islam.

#### Les rois de Pekantua
Les rois de Pekantua portaient le titre de Maharaja :
- Indera (1380-1420)
- Pura (1420-1445)
- Laka (1445-1460)
- Sysya (1460-1480)
- Jaya (1480-1505)

### Le royaume de Pekantua Kampar (1505-1675)
Le sultan Mansyur Syah de Malacca met son fils, Munawar Syah, sur le trône en 1505. Le royaume prend alors le nom de Pekantua Kampar. Son règne est marqué par l'essor de l'islam.
En 1511, Malacca est conquise par les Portugais mené par Afonso de Albuquerque. Le roi Abdullah de Pekantua, venu au secours de Malacca, est capturé. Il y a donc vacance du pouvoir à Pekantua.
Le sultan Mahmud Syah de Malacca se réfugie d'abord dans l'île de Bintan (face à l'actuelle Singapour). Il fonde ensuite Johor, à la pointe de la péninsule Malaise. En 1526, Mahmud Syah devient également souverain de Pekantua.
Son fils, le sultan Alauddin Riayat Syah II, nomme en 1530 Tun Perkasa mangkubumi (prince) de Pekantua.
Sous le règne du sultan Abdul Jalil Syah, Johor grandit en puissance. Le raja muda (vice-roi) Tun Megat demande donc à Jalil d'accepter le trône de Pekantua. Jalil nomme alors un cousin, Raja Abdurrahman, roi de Pekantua en 1590 avec le titre de Maharaja Dinda.
Le fils de Dinda, Lela Utama, déplace son palais sur les rives de la Nilo. Le royaume prend alors le nouveau nom de "Tanjung Negeri".

#### Les rois de Pekantua Kampar
- Munawar Syah (1505-1511)
- Raja Abdullah (1511-1515)
- Sultan Mahmud Syah I (1526-1528)
- Raja Ali/Sultan Alauddin Riayat Syah II (1528-1530)
- Tun Perkasa/ Raja Muda Tun Perkasa (1530-1551)
- Tun Hitam (1551-1575)
- Tun Megat (1575-1590)
- Raja Abdurrahman/Maharaja Dinda (1590-1630)
- Maharaja Lela I/Maharaja Lela Utama (1630-1650)
- Maharaja Lela Bangsawan (1650-1675)

### Le royaume de Tanjung Negeri (1675-1725)
Sous le règne de Maharaja Muda Lela (1691-1720), des épidémies amènent à envisager un nouveau déménagement du palais. Les notables du royaume refusent et la capitale est maintenue.

#### Les souverains de Tanjung Negeri
Ils portaient également le titre de Maharaja :
- Maharaja Lela Utama (1675-1686)
- Maharaja Wangsa Jaya (1686-1691)
- Maharaja Muda Lela (1691-1720)
- Maharaja Dinda II (1720-1725)

### La principauté de Pelalawan (1720-1750)
En 1725, Maharaja Dinda II déménage son palais de Tanjung Negeri vers les rives de la Rasau, un affluent du Kampar. Il change le nom de son royaume en "Pelalawan", qui vient du mot lalauan, "lieu de substitut" en langue malaise.
Des conflits au sein du sultanat de Johor amènent Pelalawan à faire sécession. Le sultan Syarif Ali de Siak (règne 1784-1811) essaie alors d'imposer sa suzeraineté à Pelalawan, au prétexte qu'il est le fils du sultan Mahmud Syah II de Johor. Pelalawan refuse. En 1797-1798, Siak attaque Pelalawan, qui est défait. Maharaja Lela II est néanmoins maintenu comme Orang Besar ("grand personnage") de Pelalawan, dont le prince Abdurrahman de Siak devient souverain sous le nom de Syarif Adburrahman Fakhruddin.

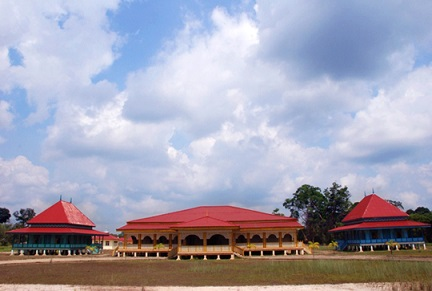
Le palais princier de Pelalawan, reconstruit après son incendie le 19 février 2012.

## Les princes de Pelalawan
- Maharaja Dinda II/Maharaja Dinda Perkasa/Maharaja Lela Dipati (1725-1750)
- Maharaja Lela Bungsu (1750-1775)
- Maharaja Lela II (1775-1798)
- Sayid Abdurrahman/Syarif Abdurrahman Fakhruddin (1798-1822)
- Syarif Hasyim (1822-1828)
- Syarif Ismail (1828-1844)
- Syarif Hamid (1844-1866)
- Syarif Jafar (1866-1872)
- Syarif Abubakar (1872-1886)
- Tengku Sontol Said Ali (1886-1892)
- Syarif Hasyim II (1892-1930)
- Tengku Sayid Osman/Pemangku Sultan (1930-1940)
- Syarif Harun/Tengku Sayid Harun (1940-1946)